# 넵투누스 분수 (피렌체)

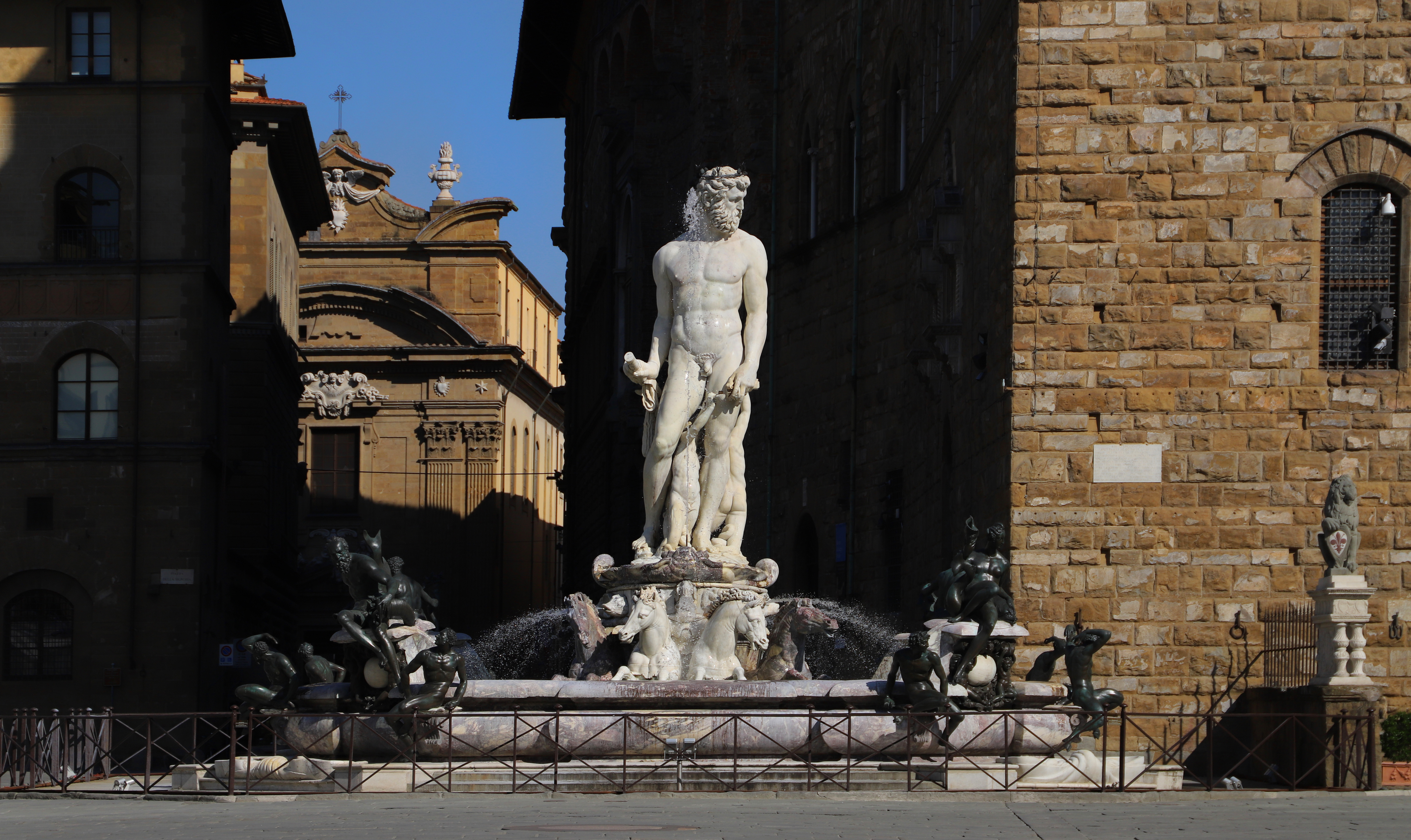
정오 때 넵투누스 분수

넵투누스 분수(이탈리아어: Fontana del Nettuno)는 이탈리아 피렌체의 베키오 궁전 앞인 시뇨리아 광장에 위치한 분수이다.  1559년에 코시모 1세 데 메디치가 아들인 프란체스코 1세 데 메디치와 며느리이자 공작 부인인 오스트리아의 요하나의 결혼을 기념하기 위해 제작을 의뢰하여 만들어졌다. 코시모 1세 데 메디치는 1537년부터 1569년까지 피렌체의 공작이며 여전히 오늘날까지 존재하는 피렌체의 방대한 건축물 및 예술품들이 그에게서 비롯했다.
분수는 바초 반디넬리가 설계하였지만, 바르톨로메오 암만나티가 1560년과 1574년 사이에 다른 예술가들과의 도움을 받아 제작하였다. 신화 속의 여러 인물들, 그리고 코시모 1세 데 메디치의 권력 및 프란체스코와 요아나의 결합을 상징화 한 도상학적 상징물들을 포함하고 있다.
반달 행위와 전반적인 관리 부실로 수 년간 많은 손상을 입었으나 2019년에 대대적인 복원이 착수가 되어 옛 모습을 되찾았다.

## 역사

### 제작
1559년에, 코시모 1세 데 메디치는 넵투누스 분수를 만들 예술가를 가릴 경연 대회를 열었다. 이 분수는 피렌체에 깨끗한 물을 선물하려는 코시모의 선물이자 프란체스코  데 메디치 1세와 오스트리아의 요하나 대공 부인의 결혼을 기념하기 위해 제작 의뢰된 것이었다. 돈 빈첸초 보르기니는 코시모의 도상학 전문가로 분수 건설 계획을 책임졌다. 제작 의뢰는 본래는 바초 반디넬리에게 주어졌으나, 건설 계획이 시작되기 이전인 1560년에 그가 갑작스럽게 사망하면서, 그의 제자인 바르톨로메오 암만나티에게 넘어갔다. 넵투누스 제작 의뢰는 암만나티에게 있어서는 코시모에게 두 번째로 의뢰를 받은 것이었으며 맨 처음은 피렌체에 깨끗한 물을 성공적으로 공급한 것을 기념하여 지어진 궁전의 분수였다. 암만나티는 반디넬리가 그린 설계도를 기반으로 하여 넵투누스 분대를 만들었다. 암만나티가 분수의 주 조각가였지만 그는 다른 예술가들의 도움을 받아 1560년부터-1574년에 걸쳐 완료하였다. 그 예술가들에는 사티로스 네 명을 주조한 빈첸초 데 로시, 플랑드르 예술가 잠볼로냐 등이 있었다. 로시 역시도 넵투누스 경연 대회에서 낙선하고 난 뒤 코시모한테서 헤라클레스의 12과업을 제작해달라는 의뢰를 받았었다. 거대한 넵투누스 대리석상을 조각하는 데 도왔던 조각가들에는 안드레아 칼라메크, 바티스타 팜메리, 체사레 디 니코데모 등이 있었다.
넵투누스 분수는 여러 부분들로 이뤄져 있다. 조개 모양의 말이 이끄는 전차 위에 있는 거대한 넵투누스 조각상 말고도, 분수는 트리톤, 사티로스, 푸토와 같이 있는 젊은 여성 두 명, 돌고래와 같이 있는 젊은 여성 두 명, 파우누스 등도 존재한다. 넵투누스의 특징은 코시모 1세 데 메디치의 모습을 본뜬 것이며, 피렌체에 무역을 위하여 지중해에 대한 안전한 접근을 가능케 해준, 코시모의 피사에 대한 최근 승리를 적절히 대등한 것이었다. 암만나티의 넵투누스는 거대한 규모 그 자체와 당시에 이탈리아 주변으로 넵투누스 분수가 있기는 했으나, 그 어느 것도 말이 끄는 전차 위에 있는 넵투누스는 없기에 독특하다. 분수는 프란체스코와 요아나의 혼인을 기념하기 위해 지어졌고 전차와 축제 및 행렬의 연관성은 반디넬리가 말이 끄는 전차와 넵투누스라는 흔치 않은 조합에 대한 이유였을 수 있다. 분수의 크기가 너무 컸기에, 넵투누스를 만들 때 암만나티는 어느 정도 혁신적인 선택을 해야만 하는 상황이었다. 말 조각상 중에 두 개는 햐안색 대리석으로 만들어졌지만, 나머지 두 개는 세라베차에 있는 코시모 대공의 굴착지에서 발견된 대리석인 미스키오(mischio) 대리석으로 만들어졌다. 이 새로운 대리석은 각력암의 일종이고 빨강, 노랑, 보라 등 여러가지 색상을 띤다. 이 대리석은 새로운 재료였기 때문에, 당시에 조각가들에게는 이 대리석의 품질에 대해 알지 못하였고 미스키오의 강도는 암마난티의 일을 더욱 어렵게 하였다. 미스키오의 무른 특성으로 인해 미스키오로 만든 기둥은 운송 중에 파손되어 완궁 일자를 지연시켰다. 암만나티는 1574년에 말 조각상의 잔여 부분에 작업을 할 수 있었고 완공해냈다. 본래는 계획은 프란체스코 데 메디치 1세와 오스트리아의 요아나 둘의 결혼을 기념하기 위해 1565년 쯤에 완공하는 것이었지만, 완공을 위한 재료 공급에 수많은 지연 때문에, 암만나티는 오스트리아의 요아나의 도착에 맞춰 임시 해결책을 내놓아야 했다. 스투코와 그림을 이용함으로써, 암만나티는 완성된 제작물이라는 착각을 불러일으킬 수 있었다. 예술품의 주제와 코시모 공작이 새롭게 찾아낸 재료 (미스키오)를 사용한 것이 넵투누스와 결합되어 이 분수를 지중해와 아펜니노산맥에 대한 피렌체 공작의 지배권의 상징으로 만들어냈다.

### 후원
1537년부터 1569년까지 피렌체의 공작이었던 코시모 1세 데 메디치는 피렌체를 현재까지 남아있는 예술과 건축물들의 도시로 가꾸는 데 크게 공로한 인물이었다. 그의 재위 기간 피렌체가 큰 외적 변화를 겪었기에, 코시모는 자기 자신을 아우구스투스와 자주 비교하고 또한 자기 자신을 피렌체의 새 시대의 건축가로 여겼다. 코시모가 피렌체에 가장 크게 기여한 것들에는 시뇨리아 광장의 살라 그란데 (Sala Grande), 우피치, 넵투누스 분수, 보볼리 정원 등을 만들었고, 피티 궁전의 완공을 해냈으며, 산타 마리아 노벨라 성당 그리고 산타 크로체 성당 같은 교회 시설들을 보수 작업을 해내는 등이 있었다. 코시모가 도시에 막대한 기여를 했음에도, 이를 통해 그가 개인적인 이득이 없었던 것은 아니었다. 코시모의 후원 행위는 시민들이 누릴 공공 공간과 예술을 제공할 뿐만 아니라, 그의 정치적 이득을 위한 것이었다. 그의 교회 시설 보수는 로마로부터 호의를 얻고 1569년에 그가 받았던 대공의 지위를 받기 위한 바람에서 비롯한 것이었다. 1560년과 1574년 사이에 그가 주최했던 축제들은 대중들을 즐겁게 하는 한편 동시에 그의 통치를 미화하기 위하여 꾸며진 것이었다. 코시모의 의뢰 뒤편에는, 메디치 왕조 및 페렌체에 대한 그의 정권의 찬미가 근본적으로 있었다. 코시모는 예술의 후원가일 뿐만 아니라 그는 피렌체를 신성 로마 제국으로부터 피렌체를 벗어나게 해주었고 신국가 피렌체의 지배자로서 자기 자신을 확립하였다.

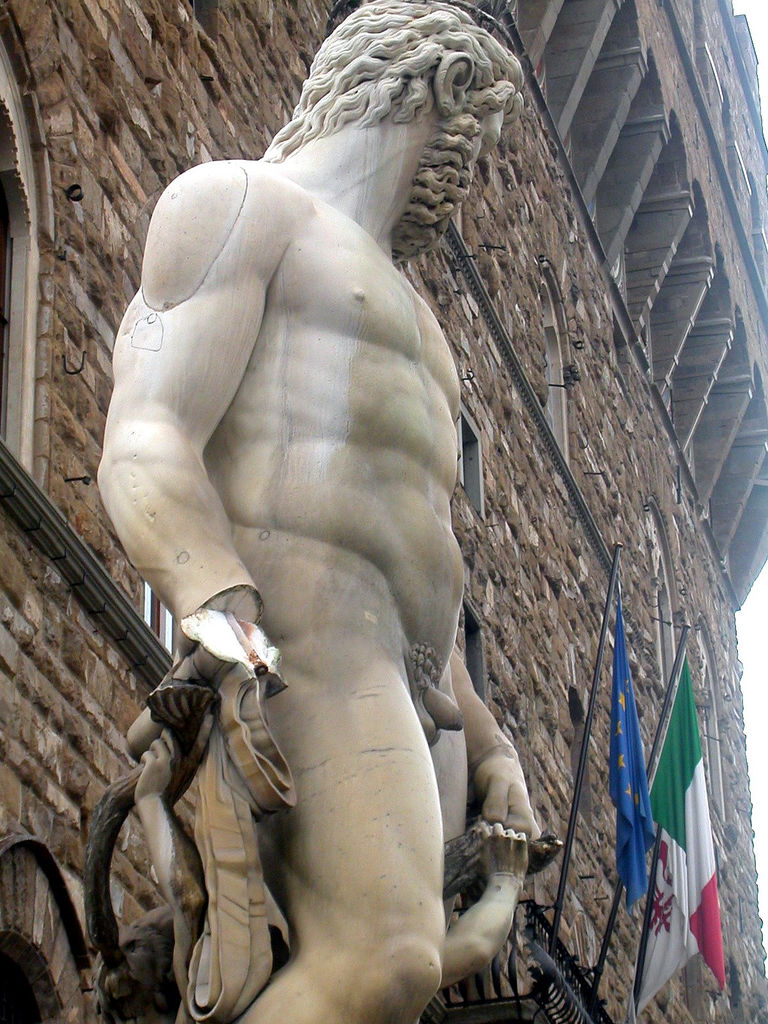
2005년 8월 4일 밤 반달 행위로 손이 떨어져 나간 뒤의 분수 모습

### 반달 행위와 복원
넵투누스 분수는 공개된 순간부터 손상을 입기 시작하였다. 공개가 되고 얼마 안 되어, 지역민들은 분수를 잉크통 및 빨래터로 사용하며, 대리석에 손상 및 변색을 야기하였다. 분수는 1580년부터 1989년에 걸쳐 큰 반달을 겪었다. 1580년에, 분수 거의 전체가 반달을 당해, 조각 몇 개뿐만이 온전하게 남게 되었다. 그 뒤로도 1830년과 1848년에 행사들로 손상을 입었다. 1980년대 기간에도 몇 차례 반달이 이뤄져, 말 조각상들이 손상을 입었고 1982년에 이탈리아가 월드컵을 우숭하자 넵투누스의 어깨 부위가 페인트칠을 당하기도 했다. 마침내는, 2005년 8월 3일에, 누군가가 넵투누스 조각상을 오르려다 손이 떨어져 나가고 삼지창의 부서졌으며, 밑에 전차에도 손상을 줬다. 분수가 지금까지 견뎌온 피해의 결과로, 피렌체 시당국은 CCTV를 설치하고 반달 행위를 막을 경찰 인력을 늘리며 더욱 엄격한 보안 조치를 실시하였다.
페라가모 가문은 오랜 기간 예술의 후원자들이었고 피렌체 예술품 복원에 막대한 금액을 기부해왔다. 살바토레 페라가모는 복원 작업에 150만 유로를 기부하며, 2019년에 있었던 넵투누스 분수 복원에 큰 역할을 했다. 새로운 Art Bonus 프로그램이 2014년에 시작되었기에, 페라가모 같은 개인 기부자들은 도시 미술품 복원 기여 활동에 이뤄진 기부에 대하여 세금 공제를 받을 수 있게 되었다. 페라가모의 기부 덕에, 오랜 기간 지연된 넵투누스 분수의 복원이 2017년 초에 시작되어, 2019년에 마쳤다. 복원 기간에 1987년 이래로 작동하지 않던 분수의 펌프가 스테인리스강으로 마침내 교체되었다. 복원이 이뤄진 다른 것들에는 대리석에서 얼룩을 제거하고, 갈라진 틈을 채우고 녹슨 청동상을 복원하는 등이 있었다.

## 신화

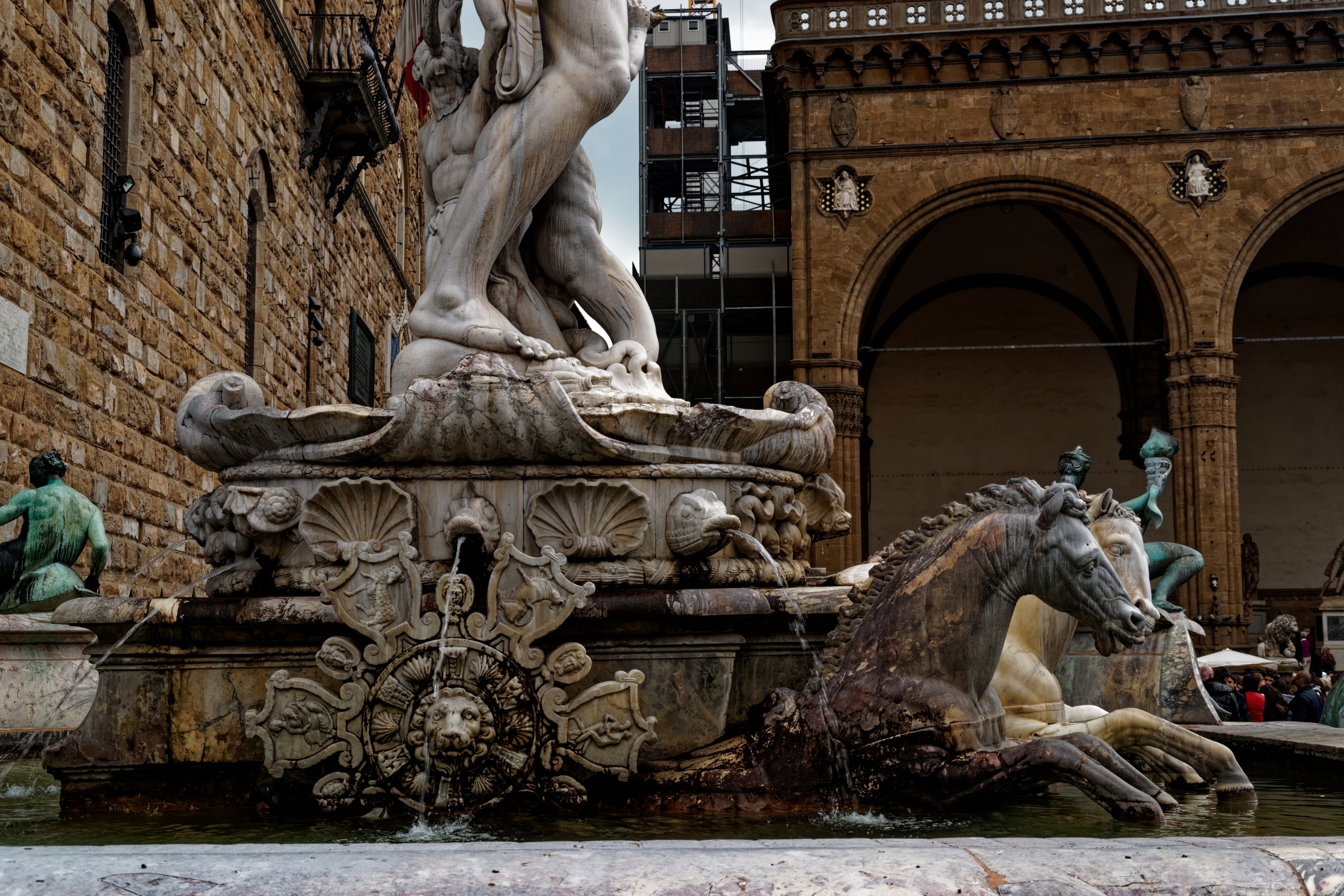
황도대 기호들이 있는 넵투누스 전차의 바퀴

넵투누스 전차에 새겨진 황도대 기호들은 백양궁을 시작으로 처녀궁으로 끝나는 전통적 순서를 따르고 있다. 하지만 면밀하게 살펴보면, 처녀궁에 대한 묘사가 처녀로서의 모습을 표현한 전통적인 묘사의 처녀궁을 따르지 않고 신부로서 묘사하고 있다. 추가적으로, 이 처녀궁은 쳐녀를 등에 태운 유니콘과 같이 등장한다. 이 흔치 않은 두 요소의 조합은 성경의 상징을 암시한다. 안드레아 바키 같은 철학자들은 암만나티의 분수에 있는 처녀궁이 그리스도의 신부를 나타내고 유니콘은 어린 예수를 나타낸다고 주장한다. 처녀궁 및 유니콘과 순수성에 관하여 잘 확립된 연관성으로 인하여, 암만나티의 이 두 요소의 조합은 그리스도의 순수성에 대한 명백한 표현을 만들어내었다. 그리스 신화에서, 유니콘의 순수성은 너무나 강력하여 유니콘의 뿔의 그 끝을 물에 당기만 하더라도, 가장 강력한 독소 물질이 든 물이라도 정화가 될 수 있다고 하였다. 보통은 옥수수 한대가 놓여있는 처녀궁의 오른손에 빵 한 덩이가 있는 것이 볼 수 있는데, 이런 점은 이 분수가 세례당으로서 나타내어진다고 하는 생각도 이끌어낸다.

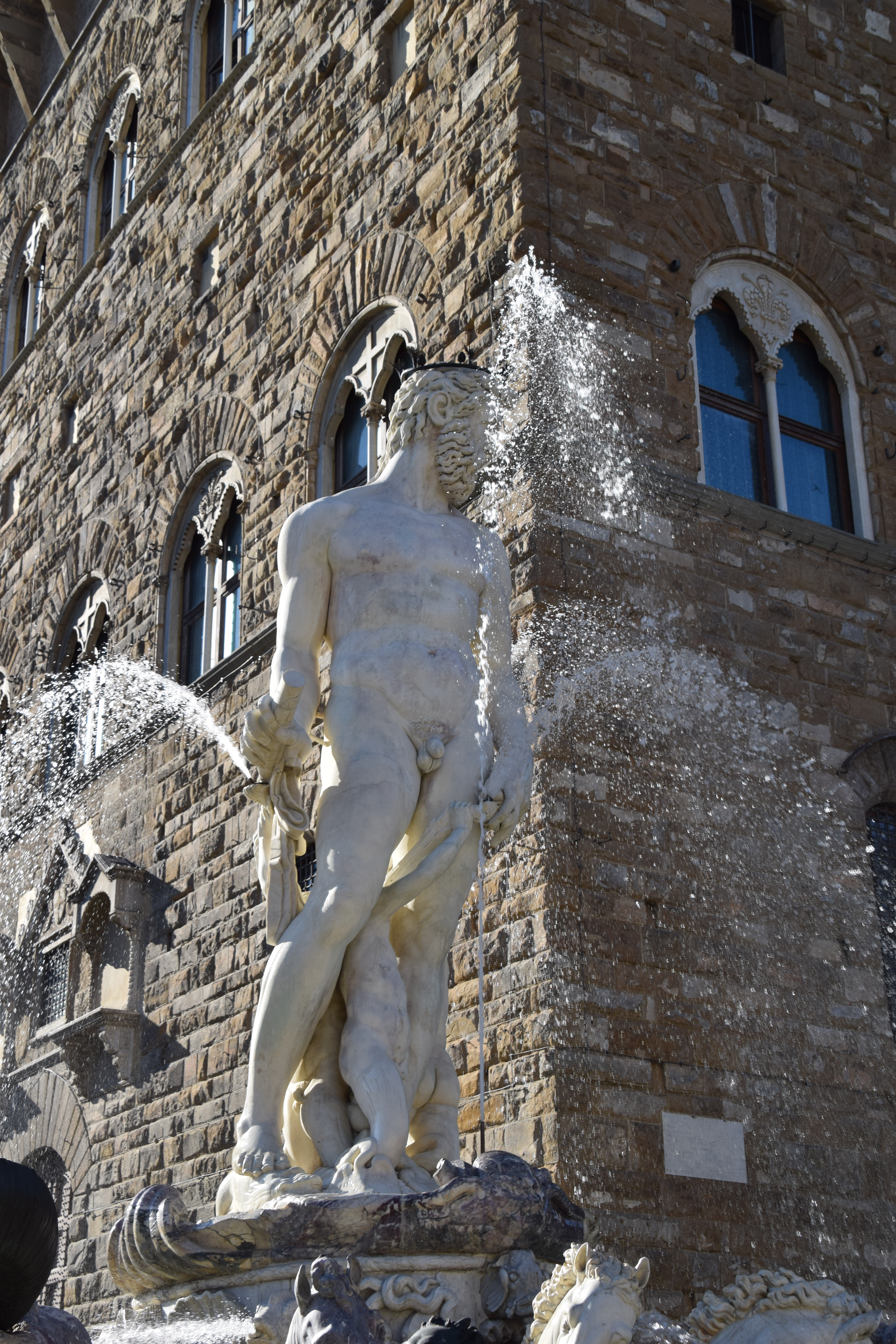
정적인 모습의 넵투누스

여러 다른 올림푸스의 신들과 달리 르네상스 시대의 예술가들이 사용할 수 있는 넵투누스를 묘사한 고전 시대 조각품들이 남아 있지 않았기에, 르네상스 시대의 넵투누스 묘사가 특히나 흥미로운 점이다. 이는 넵투누스의 묘사가 제작자가 그럴 것이라 생각한 개인적인 해석을 기반으로 하고 있다는 점을 뜻한다. 이 때문에, 넵투누스에 대한 이탈리아 묘사는 그리스의 전통적 묘사와는 보다 다르다. 그리스 신화 속 넵투누스와는 달리, 이탈리아의 넵투누스 묘사는 헤라클레스처럼 신보다는 인간에 가깝다. 15세기 동안 넵투누스에 관한 주요 묘사 3가지가 등장하였는데, 하나는 1530년대에서 1560년대 사이의 유행했던 정적인 모습의 묘사, 1504년과 1566년에 유행한 동적인 모습의 묘사, 두 가지 스타일이 합해진 것이 있었다. 전차 위로 서있는 암만나티의 분수에 있는 넵투누스는 정적인 스타일로 만들어졌다. 정적인 스타일의 넵투누스 묘사는 당시 피렌체에서 있기가 있었고 분수에서 자주 사용되었다. 하지만 암만나티의 넵투누스 묘사가 다른 분수에 있는 것보다 살짝 다르게 하는 두 가지 요소가 주목할만한 것이다. 암만나티의 넵투누스는 왕관을 쓰고 오른손에는 채찍 끈을 쥐고 있다. 왕관과 채찍 끈은 세속적 지배자를 가리키며, 이 점은 넵투누스에 대한 특정한 묘사를 올림포스의 신보다는 현시대의 지배자 즉 다시 말하여 코시모 1세 데 메디치에 대한 상징으로 이끌어내고 있다.

## 유사한 조각상
코시모 1세 데 메디치는 1565년에 두 번째 넵투누스 분수 제작을 의뢰했다. 이것이 스톨도 로렌치가 만든 청동 조각상이며 피티 궁전 뒤쪽에 보볼리 정원의 중심에 설치되었고 피렌체에 대한 메디치의 권력의 상징이었다. 또 다른 넵투누스 분수는 볼로냐의 마조레 광장에 놓여 있다. 이 분수는 교황 특사 카를로 보로메오의 의뢰를 받아 잠볼로냐로 알려진 무명의 플랑드르 예술가가 1563년과 1566년 사이에 설치하였으며 그는 피렌체의 넵투누스 분수 제작을 돕기도 했다.

## 갤러리

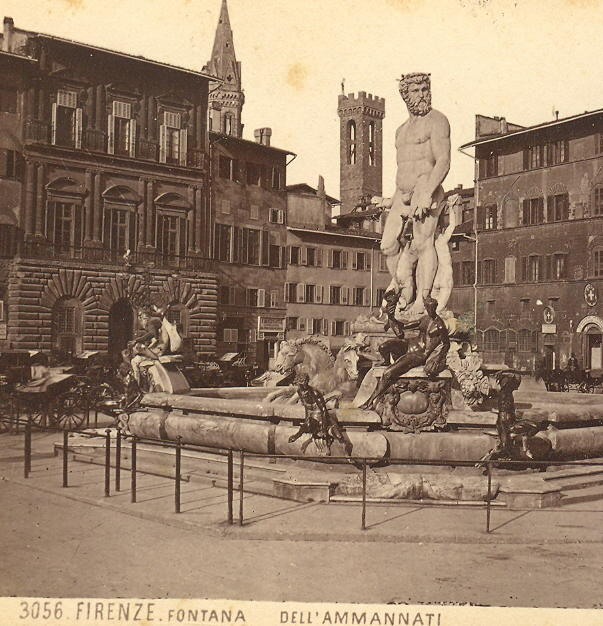
1881년 이전 자코모 브로기의 입체경에서 모습
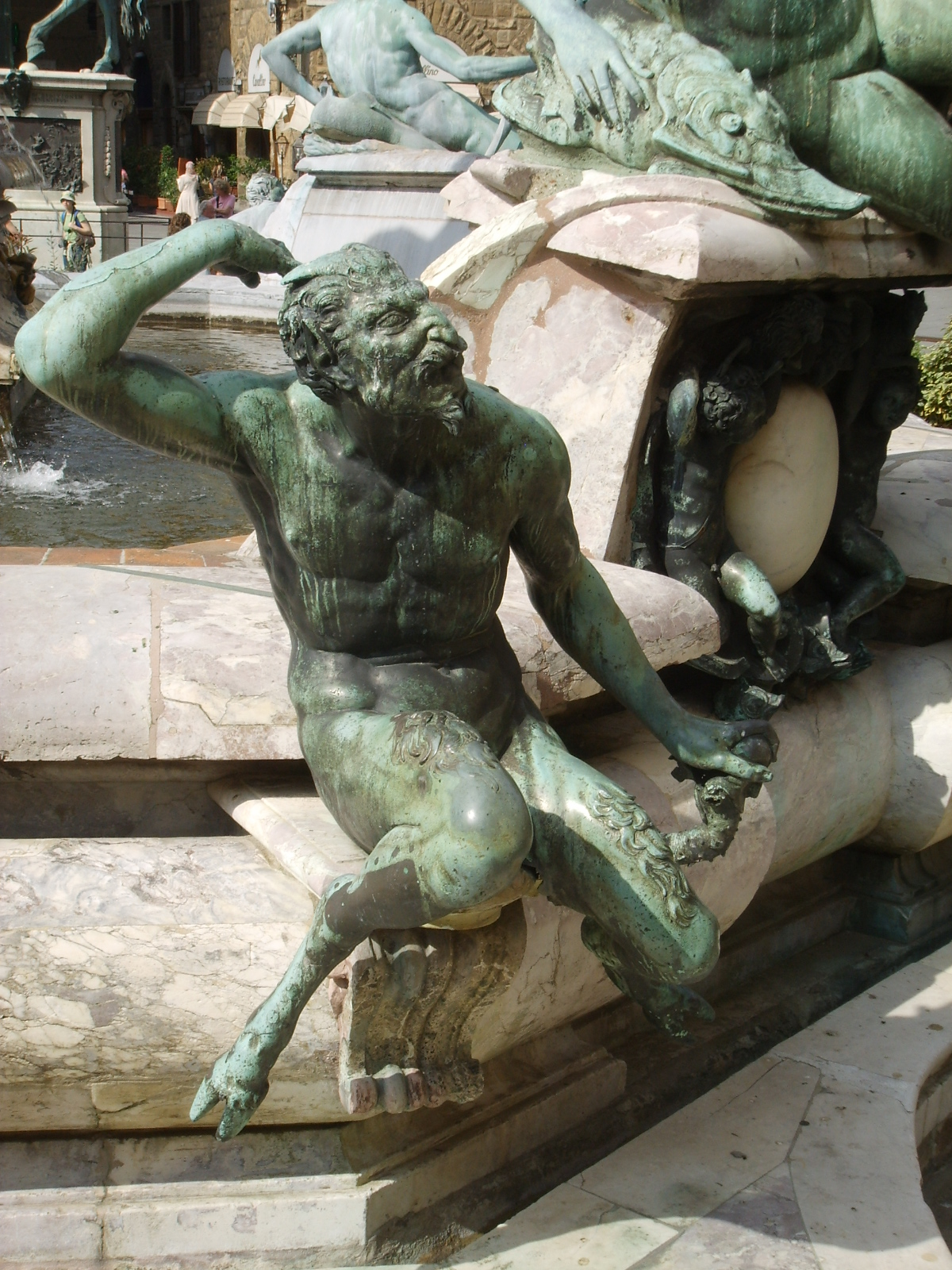
잠볼로냐의 사티로스
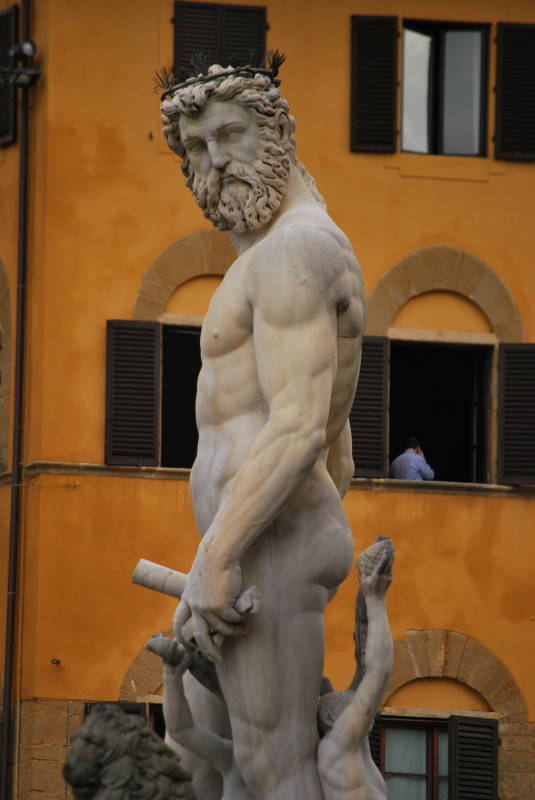
넵투누스의 얼굴 상세 모습